# Liste von Parasiten des Menschen
Die Liste von Parasiten des Menschen umfasst Parasiten, die den Menschen befallen. Auch auf Organismen wie Bakterien und Pilze trifft die Definition Parasit zu, auch wenn sie nicht zu den tierischen Parasiten gehören. Viele Parasiten übertragen häufig andere Parasiten, wobei erstere zu den Vektoren zählen. Von einem Tier auf einen Menschen oder von einem Menschen auf ein Tier übertragbare Infektionskrankheiten bezeichnet man als Zoonose.
Die meisten Entwicklungsstadien der meisten Parasiten werden durch einfaches Pasteurisieren für einige Minuten bei 60 °C abgetötet, einige können aber selbst längeres Tiefgefrieren bei Temperaturen um minus 20 °C überleben.

## Excavata(paraphyletisch)

### Euglenozoa
- Ordnung Kinetoplastida
  - Familie Trypanosomatidae (Trypanosomatiden)
    - Gattung Trypanosoma (Trypanosomen), Erreger von Trypanosomiasis
      - Trypanosoma brucei
      - Trypanosoma brucei gambiense, Erreger der Westafrikanischen Schlafkrankheit
      - Trypanosoma brucei rhodesiense Erreger der Ostafrikanischen Schlafkrankheit
      - Trypanosoma cruzi, Erreger der Chagas-Krankheit

    - Gattung Leishmania (Leishmanien), Erreger der Leishmaniose
      - Leishmania donovani Erreger der viszeralen Leishmaniasis od. Kala-Azar
      - Leishmania tropica, Erreger der Orientbeule
      - Leismania brasiliensis, Erreger der amerikanischen Hautleishmaniasis

### Parabasalidea
- Klasse Trichomonada
  - Ordnung Trichomonadida
    - Familie Trichomonadidae
      - Unterfamilie Trichomonadinae
        - Gattung Trichomonas
          - Trichomonas vaginalis, Erreger der menschl. Trichomoniasis

    - Familie Monocercomonadidae
      - Gattung Dientamoeba
        -           - Dientamoeba fragilis

### Diplomonadida-Gruppe
- Diplomonadida
  - Familie Hexamitidae
    - Unterfamilie Giardiinae
      - Gattung Giardia (Giardien)
        - Giardia intestinalis, Erreger der Giardiasis od. Lamblienruhr

### Entamoebidae
- Entamoeba histolytica, Erreger der Amöbenruhr

### Heterolobosea
- Ordnung Schizopyrenida
  - Familie Vahlkampfiidae
    - Gattung Naegleria
      - Naegleria fowleri

## Sar

### Alveolata
- (ohne Rang) Apicomplexa
  - Klasse Coccidia
    - Ordnung Eimeriida
      - Familie Eimeriidae
        - Gattung Isospora
          - Isospora belli, Erreger der Kokzidiose beim Menschen

      - Familie Sarcocystidae
        - Gattung Toxoplasma
          - Toxoplasma gondii, Erreger der Toxoplasmose

        - Gattung Sarcocystis
          - Sarcocystis suihominis, Erreger von Darmsarcosporidiose beim Menschen
          - Sarcocystis bovihominis

    - Ordnung Haemosporida
      -         - Gattung Plasmodium, Erreger der Malaria
          - Plasmodium vivax
          - Plasmodium ovale
          - Plasmodium malariae
          - Plasmodium falciparum
- Ciliophora (Wimperntierchen)
  - Klasse Litostomatea
    - Unterklasse Trichostomatia
      - Ordnung Vestibuliferida
        - Familie Balantidiidae
          - Gattung Balantidium
            - Balantidium coli, Erreger der Balantidienruhr des Menschen

### Stramenopile
- Gattung Blastocystis

## Metazoa– Vielzellige Parasiten

### Platyhelminthes (Stamm:Plattwürmer)
- Klasse Trematoda (Saugwürmer)
  - Unterklasse Digenea
    - Überordnung Anepitheliocystidia
      - Ordnung Echinostomida
        - Unterordnung Echinostomata
          - Familie Echinostomatidae
            - Gattung Isthmiophora
              - Isthmiophora melis, Erreger der Echinostomiasis

            - Gattung Echinostoma
              - Echinostoma echinatum, Erreger der Echinostomiasis
              - Echinostoma cinetorchis

          - Familie Fasciolidae
            - Gattung Fasciola
              - Großer Leberegel (Fasciola hepatica), Erreger der Fasziolose
              - Riesenleberegel (Fasciola gigantica), Erreger der tropischen Fasziolose

            - Gattung Fasciolopsis
              - Fasciolopsis buski, (Riesendarmegel), Erreger der Fasziolopsiasis, (Fasciolopsiasis)

      - Ordnung Strigeidida
        - Familie Schistosomatidae
          - Gattung Schistosoma (Pärchenegel)
            - Schistosoma haemotobium, Erreger der Urogenitalbilharziose
            - Schistosoma mansoni, Erreger der Darmbilharziose
            - Schistosoma japonicum, Erreger der ostasiatischen Bilharziose
            - Schistosoma intercalatum, sowie Hybride mit Sch. haemotobium

          - Unterfamilie Bilharziellinae
            - Gattung Trichobilharzia
              - Trichobilharzia szidati, Erreger der Schistosomatidendermatitis, (Badedermatitis)

      - Ordnung Plagiorchiida
        - Unterordnung Plagiorchiata
          - Familie Dicrocoeliidae
            - Gattung Dicrocoelium
              - Dicrocoelium dendriticum Syn. Dicrocoelium lanceolatum, (Kleiner Leberegel), Erreger der Dicrocoeliose, selten

        - Unterordnung Troglotremata
          - Familie Paragonimidae
            - Gattung Paragonimus (Lungenegel – Lungenwurm)
              - Paragonimus westermani, Erreger der ostasiatischen Paragonimiasis
              - Paragonimus africanus, Erreger der afrikanischen Paragonimiasis
              - Paragonimus uterobilateralis, Erreger der afrikanischen Paragonimiasis
              - Paragonimus kellicotti, Neue Welt
              - Paragonimus caliensis, Südamerika

      - Ordnung Opisthorchiida
        - Unterordnung Opisthorchiata
          - Überfamilie Opisthorchioidea
            - Familie Opisthorchoiidae (alle Arten Gallengangparasiten)
              - Gattung Clonorchis
                - Clonorchis sinensis (Chinesischer Leberegel), Erreger der Clonorchiasis
                - Clonorchis viverrini, ähnliche Pathogenität, -/-

              - Gattung Opisthorchis
                - Opisthorchis felineus (Katzenleberegel), Erreger der Opisthorchiasis
                - Opisthorchis viverrini, ähnlich, Thailand, -/-

        - Unterordnung Opisthorchiata
          - Überfamilie Opisthorchioidea
            - Familie Heterophyidae (Zwergdarmegel)
              - Gattung Heterophyes
                - Heterophyes heterophyes
                - Heterophyes nocens akzidentell beim Menschen

              - Gattung Metagonimus
                - Metagonimus yokogawai

        - Unterordnung Paramphistomata
          - Familie Gastrodiscidae
            - Gattung Gastrodiscoides
              - Gastrodiscoides hominis

          - Familie Paramphistomidae
            - Gattung Paramphistomium
              - Watsonius watsoni

          - Familie Gastrothylacidae
            - Gattung Fischoederius
              - Fischoederius elongatus
- Klasse: Cestoda (Bandwürmer)
  - Unterklasse Eucestoda (Echte Bandwürmer)
    - Überordnung
      - Ordnung Pseudophyllidea
        - Unterordnung
          - Familie Diphyllobothriidae
            - Gattung Diphyllobothrium
              - Diphyllobothrium latum (Fischbandwurm)
              - Dipylidium caninum (Gurkenkernbandwurm)

            - Gattung Spirometra
              - Spirometra erinaceieuropaei (2. Larvenstadium (Sparganum) als Auslöser der Sparganose)

          - Familie Taeniidae
            - Gattung Taenia
              - Taenia crassiceps (ähnl. Echinokokkose)
              - Taenia saginata (Rinderbandwurm des Menschen)
              - Taenia solium (Schweinebandwurm des Menschen, Erreger der Cysticercosis)

            - Gattung Echinococcus
              - Echinococcus granulosus (Dreigliedriger Hundebandwurm, Erreger der zystischen Echinokokkose)
              - Echinococcus multilocularis (Fuchsbandwurm, Erreger der alveolären Echinokokkose)
              - Echinococcus oligarthra
              - Echinococcus vogeli, Erreger von Polycystischer Echinokokkose

          - Familie Hymenolepidae
            - Gattung Hymenolepis
              - Hymenolepis nana (Zwergbandwurm)
              - Hymenolepis fraterna (humanpathogen?)
              - Hymenolepis diminuta, selten

### Platyzoa / Plattwurmartige (Stamm:Kratzwürmer)
- Klasse Archiacanthocephala
  - Ordnung Oligacanthorhynchida
    - Familie Moniliformidae
      - Gattung Moniliformis
        - Moniliformis moniliformis, potenzieller Darmparasit des Menschen

    - Familie Oligacanthorhynchidae
      - Gattung Macracanthorhynchus
        - Macracanthorhynchus hirudinaceus (Riesenkratzer), Erreger der Macracanthorhynchose des Schweines und potenzieller Darmparasit des Menschen

### Nematoda (Stamm:Fadenwürmer)
- Klasse Secernentea
  - Ordnung Rhabditida
    - Unterordnung Rhabditina
      - Familie Strongyloididae
        - Strongyloides stercoralis (Zwergfadenwurm)

    - Unterordnung Strongylina
      - Familie Ancylostomatidae
        - Ancylostoma duodenale (Hakenwurm), durch Blutverlust verursachte Anämie und weitreichende Zerstörung der Darmzotten
        - Necator americanus (Hakenwurm), durch Blutverlust verursachte Anämie und weitreichende Zerstörung der Darmzotten
        - Ancylostoma braziliense, Erreger der Larva migrans cutanea
        - Ancylostoma caninum, Erreger der Larva migrans cutanea

    - Unterordnung Ascaridina
      - Familie Oxyuridae
        - Enterobius vermicularis (Madenwurm)

      - Familie Ascarididae
        - Ascaris (Spulwürmer, Askariden)
        - Ascaris lumbricoides (Spulwurm)
        - Ascaris suum (Schweinespulwurm)
        - Baylisascaris procyonis (Waschbärspulwurm)
        - Toxocara canis, Erreger der Larva migrans visceralis[5]
        - Ophidascaris robertsi[6]

      - Familie Anisakidae
        - Anisakis marina, Erreger der Anisakiasis, (Heringswurmkrankheit)

      - Familie Dioctophymidae
        - Dioctophyma renale, der Nierenwurm.

  - Ordnung Spirurida
    - Unterordnung Camellalina
      - Überfamilie Dracunculoidea
        - Dracunculus medinensis (Medinawurm), Erreger der Dracontiasis

    - Unterordnung Spirurina
      - Überfamilie Filarioidea, Filarien, Erreger der Filariosen
        - Familie Filariidae
          - Wuchereria bancrofti, Erreger der lymphatischen Filariose, (Elefantiasis)
          - Brugia malayi, Erreger der lymphatischen Filariose, (Elefantiasis)
          - Brugia timori
          - Loa loa (Vektor: Gattung Chrysops), Erreger der Kamerunbeule
          - Dipetalonema ozzardi
          - Dipetalonema perstans Syn.: Acanthocheilonema perstans
          - Dirofilaria immitis, Erreger der Herzwurmerkrankung, selten b. Mensch
          - Dirofilaria repens (Hundehautwurm), Erreger einer eosinophilen Meningoenzephalitis beim Menschen

        - Familie Gnathostomatidae
          - Gnathostoma spinigerum, Erreger von Gnathostomiasis[7]

      - Familie Onchocercidae
        - Onchocerca volvulus, Erreger der Onchozerkose, Flussblindheit
- Klasse Adenophorea
  - Ordnung Enoplida
    - Unterordnung Dorylaimina
      - Familie Trichuridae
        - Trichuris trichiura (Peitschenwurm)

      - Familie Trichinellidae
        - Trichinella spiralis, Erreger der Trichinellose

    - Unterordnung Dioctophymina
      - Familie Dioctophymatidae
        - Dioctophyme renale (Riesennierenwurm), selten

### Nematomorpha (Stamm:Saitenwürmer)
In seltenen Fällen können Saitenwürmer auch den Menschen befallen, bei dem es sich dann um einen Fehlwirt handelt; sie wurden insbesondere im Darm und der Harnröhre nachgewiesen, scheinen aber keine Schäden hervorzurufen.

### Annelida (Stamm:Ringelwürmer)
- Klasse Hirudinea (Egel)
  - Hirudo medicinalis (Blutegel)
  - Eurytrema pancreaticum (Pankreasegel)
  - Tyrannobdella rex

### Pentastomida (Unterklasse:Zungenwürmer)
- Armillifer armillatus, Erreger der afrikanischen Pentastomiasis
- Linguatula multiannulata, selten
- Linguatula serrata

### Arachnida (Klasse:Spinnentiere)
- Stamm Acari (Milben)
  - Überordnung Trombidiformes
    - Unterordnung Prostigmata
      - Familie Demodicidae (Haarbalgmilben)
        - Gattung Demodex (Haarbalgmilben)
          - Demodex folliculorum

        - Familie Pyroglyphidae
          - Dermatophagoides (Hausstaubmilben) (kein eigentlicher Parasit, der Vollständigkeit halber aufgeführt)

        - Familie Trombiculidae (Laufmilben)
          - Neotrombicula autumnalis (Herbstgrasmilbe), Erreger der Trombidiose (Erntekrätze)

        - Familie Sarcoptidae
          - Sarcoptes scabiei (Krätzmilbe), Erreger der Krätze
          - Trixacarus caviae, Mensch als Fehlwirt, „Pseudokrätze“
          - Notoedres cati, Mensch als Fehlwirt, „Pseudokrätze“

        - Familie Psoroptidae
          - Otodectes cynotis, Mensch als Fehlwirt, „Pseudokrätze“

  - Überordnung Parasitiformes
    - Ordnung Ixodida (Zecken), Überträger von Frühsommer-Meningoenzephalitis, Borreliose, Q-Fieber, Babesien, Tularämie, Omsker hämorrhagischem Fieber, Boutonneuse-Fieber, Krim-Kongo-Fieber, Kyasanur-Forest-Krankheit, Rickettsiosen, Fleckfieber, Rückfallfieber, Texas-Fieber, Bartonellen, Chlamydophila pneumoniae und ca. 50 weiteren Krankheiten weltweit.
    - Familie Argasidae (Lederzecken)
    - Familie Ixodidae (Schildzecken)

### Insecta (Klasse:Insekten)
- Unterklasse: Pterygota (Fluginsekten)

#### Siphonaptera (Flöhe)
- Ordnung Siphonaptera (Flöhe)
  - Überfamilie Pulicoidea
    - Familie Pulicidae
      - Gattung Xenopsylla
        - Xenopsylla cheopis (Rattenfloh), Überträger der Pest

      - Gattung Pulex
        - Pulex irritans (Menschenfloh), überträgt gelegentlich auf mechanischem Weg Fleckfieber und Beulenpest, als Zwischenwirt für verschiedene Bandwurmarten auch als deren Überträger [z. B. Gurkenkernbandwurm (Dipylidum caninum)].

      - Gattung Ctenocephalides
        - Ctenocephalides felis (Katzenfloh)
        - Ctenocephalides canis (Hundefloh)[8]

    - Familie Tungidae (Sandflöhe)
      - Gattung Tunga
        - Tunga penetrans (Sandfloh), Überträger der Tungose und des Wundstarrkrampfes

#### Phthiraptera (Tierläuse)
- Ordnung Tierläuse
  - Familie Pthiridae
    - Pthirus pubis (Filzlaus)

  - Familie Pediculidae (Menschenläuse)
    - Pediculus humanus (Menschenlaus)
      - Unterart Pediculus humanus capitus (Kopflaus), überträgt unter schlechten hygienischen Bedingungen per Kontaktinfektion bzw. Schmierinfektion mit den Exkrementen der Laus Fleckfieber (Flecktyphus, Läusefieber), (Rickettsien, Rickettsia prowazecki), Wolhynisches Fieber (Fünftagefieber) (Rochlimaea quintana), Läuse-Rückfallfieber (verschiedene Borrelien u. a. Borrelia recurrentis) und Scrub Typhus (Rickettsia tsutsagamushi).
      - Unterart Pediculus humanus humanus (Kleiderlaus), überträgt unter schlechten hygienischen Bedingungen per Kontaktinfektion bzw. Schmierinfektion mit den Exkrementen der Laus Fleckfieber (Flecktyphus, Läusefieber) (Rickettsien, Rickettsia prowazekii), Läuse-Rückfallfieber (verschiedene Borrelien u. a. Borrelia recurrentis) und Wolhynisches-Fieber (Fünftagefieber) (Rochlimaea quintana).

#### Hemiptera (Schnabelkerfe)
- Ordnung Hemiptera (Schnabelkerfe)
  - Unterordnung Heteroptera (Wanzen)
    - Teilordnung Cimicomorpha
      - Überfamilie Cimicoidea
        - Familie Cimicidae (Plattwanzen, auch Bettwanzen)
          - Gattung Cimex
            - Cimex lectularius (Gemeine Bettwanze), überträgt auf mechanischem Wege Hepatitis B.[9]
            - Cimex hemipterus („Tropische Bettwanze“), überträgt auf mechanischem Wege Hepatitis B

        - Familie Anthocoridae (Blumenwanzen)
          - Anthocoris nemorum, kann bei direktem Kontakt Blut saugen

      - Überfamilie Reduvioidea
        - Familie Reduviidae (Raubwanzen)
        - Unterfamilie Triatominae (zum Beispiel Triatoma infestans), übertragen die Chagas-Krankheit

#### Lepidoptera (Schmetterlinge)
Folgende Gattungen und Arten können auf mechanischem Wege diverse Krankheitserreger übertragen:
Blutsaugende Schmetterlinge
- Ordnung Lepidoptera (Schmetterlinge)
  - Unterordnung Glossata
    - Überfamilie Noctuoidea
      - Familie Noctuidae (Eulenfalter)
        - Unterfamilie Calpinae
          - Gattung Calyptra
            - Calyptra eustrigata
            - Calyptra orthograpta
            - Calyptra labilis
            - Calyptra thalictri

          - Gattung Captra
            - Captra minuticornis

Tränentrinkende Schmetterlinge
- Lobocraspis griseifulva
- Arcyophora spp.
- Filodes fulvidorsalis

#### Diptera (Zweiflügler)
- Ordnung Diptera (Zweiflügler)
  - Unterordnung: Nematocera (Mücken)
  - Teilordnung Culicomorpha (Stechmückenartige), Überfamilie Culicoidea
    - Familie Culicidae (Stechmücken), übertragen viele Tropenkrankheiten
      - Gattung Anopheles (Fiebermücken), Überträger der Malaria, Filariose, O’nyong-nyong-Fieber und diverse Viren (Arboviren)
      - Gattung Aedes, Überträger des Chikungunya-Virus, Ross-River-Virus, Gelbfieber-Virus, Dengue-Virus (1–4), California-Enzephalitis-Virus, Rifttal-Fieber-Virus
        - Aedes, Untergattung Stegomyia
        - Aedes aegypti (Gelbfiebermücke), Überträger des Chikungunya-Virus, Ross-River-Virus, Gelbfieber-Virus, Dengue-Virus (1–4), California-Enzephalitis-Virus, Rifttal-Fieber-Virus
        - Aedes albopictus, Überträger des Chikungunya-Virus und Dengue-Virus

      - Gattung Culex
      - Gattung Mansonia

    - Überfamilie Chironomoidea
      - Familie Simuliidae (Kriebelmücken), Überträger der Onchozerkose
      - Familie Ceratopogonidae (Gnitzen)
        - Gattung Culicoides, Überträger der Filarie Dipetalonema perstans mit beim Menschen zumeist gutartigen Krankheitsverlauf

    - Teilordnung Psychodomorpha
      - Familie Psychodidae (Schmetterlingsmücken)
        - Unterfamilie Phlebotominae (Sandmücken), übertragen Leishmanien
          - Gattung Phlebotomus (Eurasien)
          - Gattung Sergentomyia

  - Unterordnung Brachycera (Fliegen)
    - Familie Tabanidae (Bremsen) übertragen mechanisch u. a. Weilsche Krankheit, Milzbrand und Tularämie
      - Unterfamilie Chrysopinae
        - Gattung Chrysops, (biologischer) Überträger von Loa loa, Erreger der Kamerunbeule

    - Familie Muscidae (Echte Fliegen)
      - Unterfamilie Muscinae
        - Gattung Musca
          - Musca domestica (Stubenfliege), Überträger von diversen Infektionskrankheiten, wie zum Beispiel Ruhr, Typhus, Cholera, Salmonellosen, Kinderlähmung, Maul- und Klauenseuche u. a. (Parasit d. M.?, der Vollständigkeit halber aufgeführt)
          - Stomoxys calcitrans (Wadenstecher)

    - Familie Glossinidae (Zungenfliegen)
      - Gattung Glossina (Tsetsefliegen), Überträger der Schlafkrankheit

    - Familie Calliphoridae (Schmeißfliegen) mechanische Übertragung diverser pathogener Erreger
      - Gattung Lucilia
        - Lucilia sericata (Goldfliege), siehe auch Madentherapie

      - Gattung Cordylobia (Cordylobiae)
        - Cordylobia anthropophaga (Tumbufliege), Dermatomyiasis

      - Gattung Calliphora
        - Calliphora erythrocephala (Blaue Schmeißfliege)

      - Gattung Cochliomyia
        - Cochliomyia hominivorax (Neuwelt-Schraubenwurmfliege), Myiasis

    - Familie Oestridae (Dasselfliegen)
      - Unterfamilie Oestrinae (Nasendasseln)
        - Gattung Oestrus
          - Oestrus ovis (Schafbremse), Erreger von Ophthalmomyiasis

        - Gattung Rhinoestrus
          - Rhinoestrus purpureus, (Pferdebiesfliege), Erreger von Ophthalmomyiasis

      - Unterfamilie Hypoderminae (Hautdasseln)
        - Gattung Hypoderma, Erreger von Myiasis
          - Hypoderma lineatum (Kleine Rinderdasselfliege)

      - Unterfamilie Cephenemyiinae (Rachendasseln/Rachenbremsen)
        - Gattung Cephenemyia
          - Cephenemyia trompe, auch Cephenomyia trompe (Rentierrachenbremse)

        - Gattung Gedoelstia, Erreger von Ophthalmomyiasis

      - Unterfamilie Gasterophilinae (Magendasseln/Magenbremsen)
        -           - Gasterophilus intestinalis (Pferdemagenbremse), Erreger des Hautmaulwurfs

      - Unterfamilie Cuterebrinae
        - Gattung Dermatobia
          - Dermatobia hominis (Amerikanische Dasselfliege)

    - Familie Hippoboscidae (Lausfliegen)
      - Unterfamilie Hippoboscinae
        - Gattung Lipoptena
          - Lipoptena cervi (Hirschlausfliege)

### Collembola (Springschwänze)
Vermutungen, dass Springschwänze für Hautsymptome wie Juckreiz bei Patienten, bei denen Dermatozoenwahn diagnostiziert worden war, möglicherweise mitverantwortlich gemacht werden könnten, wurden von Experten für diese Tiergruppe später widerlegt; bei Patienten mit entsprechenden Symptomen wurden auch keine Antikörper gegen Collembolen gefunden.

### Cyclostomata (Rundmäuler)
- Klasse Petromyzontida
  - Ordnung Petromyzontiformes (Neunaugen)
    - Familie Petromyzontidae

### Mammalia (Säugetiere)
- Desmodus rotundus (Gemeiner Vampir), potenzieller Überträger der Tollwut und anderer Krankheiten